# NGC 1692
NGC 1692 é uma galáxia lenticular (S0) localizada na direcção da constelação de Eridanus. Possui uma declinação de -20° 34' 16" e uma ascensão recta de 4 horas, 55 minutos e 23,7 segundos.
A galáxia NGC 1692 foi descoberta em 1886 por Ormond Stone.